# Følfod (slægt)
Følfod (Tussilago) er en slægt, som er udbredt i Europa, Nordafrika og store dele af Nord- og Vestasien. Det er stauder med rosetstillede blade og endestillede, gule kurvblomster på særlige skud med skælagtige blade. Her omtales kun den ene art, der er vildtvoksende i Danmark.
| Arter |

- Følfod (Tussilago farfara)